# كيفن غوميس
كيفن غوميس (بالفرنسية: Kévin Gomis)‏ (20 يناير 1989 باريس فرنسا - ) هو لاعب كرة قدم سنغالي يلعب كمدافع.

## روابط خارجية
- كيفن غوميس على موقع قاعدة بيانات كرة القدم.إي يو (الإنجليزية)
- كيفن غوميس على موقع ليكيب (الفرنسية)
- كيفن غوميس على موقع Soccerbase.com (لاعب) (الإنجليزية)
- كيفن غوميس على موقع Soccerway.com (الإنجليزية)
- كيفن غوميس على موقع عالم كرة القدم.نت (الإنجليزية)
- كيفن غوميس على موقع AS.com (الإسبانية)